# 울주천상도서관
울주천상도서관은 울산광역시 울주군에 있는 공립 도서관이다.

## 연혁
- 2019년 7월 25일 공식 개관.
- 2022년 9월 2일 별관 개관.